# Pollena Trocchia
Pollena Trocchia es un municipio italiano localizado en la ciudad metropolitana de Nápoles, región de Campania. Cuenta con 13.564 habitantes en 8,02 km².
El territorio municipal contiene las frazioni (subdivisiones) de Guindazzi, Musci, San Gennariello y Trocchia. Limita con los municipios de Casalnuovo di Napoli, Cercola, Ercolano, Massa di Somma, Sant'Anastasia y Volla.
El área comunal de Pollena Trocchia está situada en el parque nacional del Vesubio.
En pasado fue lugar de vacación para muchos aristócratas en efecto numerosos son los edificios en su territorio, hoy es famoso sobre todo por la producción de albaricoques.

## Historia
Ambos pueblos tienen orígenes etruscos, samnitas y oscos; estos pueblos, atraídos por el clima suave y la fertilidad del lugar, se asentaron en las laderas del Vesubio (que en la antigüedad era un volcán con un solo cono), y vivieron aquí hasta la adquisición de Campo Romano por los romanos, que hicieron de toda la zona entre las ciudades de Nápoles y Nola un lugar de descanso.
Pollena debe su nombre al culto al dios Apolo, a quien se dedicó un templo de gran importancia en la época prerromana y romana. Prueba indirecta de ello es que, durante la cristianización, la primera iglesia de Apolline estuvo dedicada a San Apolinario, estableciendo así una especie de continuidad con el culto pagano, al menos nominalmente. Sin embargo, existe una fuente del diccionario de toponimia que derivaría el nombre del pueblo del adjetivo latino paulululum, que significa «pequeño» (o también «de pocas unidades», en referencia al número de casas).
El origen del nombre Trocchia deriva del latín trochlea, que significa "polea", "prensa". Esto se debe a que el pueblo de Trocla era famoso por los productos de su tierra, en particular por la uva (la Lágrima del Vesubio), por lo que la tróclea no sería otra cosa que la herramienta utilizada para producir vino. Sin embargo, según otros estudiosos, Trocchia deriva del antiguo nombre latino Introchia, por lo que la expresión "figlio 'e 'Ntrocchia" se habría conservado en el dialecto para referirse a una persona astuta y emprendedora.
Los dos pueblos continuaron albergando a los nobles de los distritos vecinos hasta la catastrófica erupción del Vesubio en 1631. Ríos de lodo hirviente provenientes de la montaña sepultaron completamente Trocchia y causaron graves daños a Pollena. Desde entonces, Trocchia siempre ha sido un centro de menor importancia que Pollena, hasta que el 4 de mayo de 1811, con la reforma urbano-administrativa de Joaquín Murat, los dos pueblos se fusionaron en un solo municipio con ambos nombres.

### Símbolos
El escudo municipal y el gonfalón fueron otorgados por Real Decreto de 6 de octubre de 1927. «De plata, con dos chopos verdes en bancales, unidos por un sarmiento, que nacen a la derecha, con tres racimos de uvas colgantes, siendo el central el mayor, todo natural. Adornos exteriores del Municipio.» El gonfalón es un paño azul.

## Demografía
| Gráfica de evolución demográfica de Pollena Trocchia entre 1861 y 2011 |
|                                                                        |
| Fuente ISTAT - elaboración gráfica de Wikipedia                        |